# Sciatta inconcisa
Sciatta inconcisa är en fjärilsart som beskrevs av Walker 1869. Sciatta inconcisa ingår i släktet Sciatta och familjen nattflyn. Inga underarter finns listade.